# Mischa (Maskottchen)

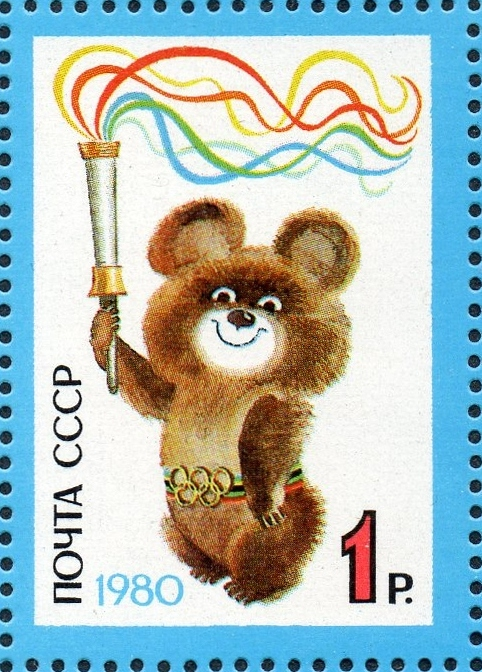
Sowjetische Briefmarke mit Mischa

Mischa (russisch Миша) oder auch Mischka (russisch Мишка) ist der Name des Maskottchens der Olympischen Spiele 1980 in Moskau. Es stellt einen jungen Bären, (der Russische Bär, das Nationaltier Russlands) dar und war das erste olympische Maskottchen, das große Bekanntheit erlangte.
Mischa spielte bei den Eröffnungs- und Schlussfeiern eine zentrale Rolle und wurde auf zahlreichen Souvenirs abgebildet; es gab sogar einen TV-Cartoon.

## Entstehung
Das Organisationskomitee für die Olympischen Spiele in Moskau rief 1977 einen Wettbewerb für die beste Illustration eines Bären aus, den der Karikaturist und Kinderbuchillustrator Wiktor Tschichikow für sich entschied. Er entwarf einen lächelnden anthropomorphen Bärenjungen mit einem Gürtel in blau, schwarz, gelb, grün und rot – den Farben der olympischen Ringe – und einer goldenen Gürtelschnalle, die die Form der fünf olympischen Ringe hat. Als offizielles Maskottchen der Spiele wurde Mischa am 19. Dezember 1977 bestätigt.

## Name
Der Name Mischa ist eine Kurzform des russischen Namens Michail und Mischka die Verniedlichung von Mischa. Mischa ist auch in der russischen Umgangssprache der Name für einen Bären im Allgemeinen. Der offizielle vollständige Name Mischas lautet „Mikhail Potapych Toptygin“.

## Produktion
Der Plüschbär wurde in der „Kunstpelz Fabrik“ in der ukrainischen Stadt Schowti Wody hergestellt.

## Sonstiges
Am 15. Juni 1978 war das Maskottchen Mischa an Bord des sowjetischen Raumschiffs Sojus 29 und infolge dessen auf der Raumstation Saljut 6.
Ein Originalkostüm ist im Besitz der Kapelle Josef Menzl und ist sowohl auf der Homepage als auch auf diversen Videos der Kapelle zu sehen. Diesem Kostüm fehlt der Gürtel mit den olympischen Ringen, Abdrücke des Ringgürtels sind allerdings deutlich am Bauch erkennbar.